# 1982 في كينيا
فيما يلي قوائم الأحداث التي وقعت خلال عام 1982 في كينيا.

## سياسة

### انتهاء فترة المنصب
- 1 يناير – مواي كيباكي وزير مالية كينيا [الإنجليزية]‏.

## مواليد

### يناير
- 18 يناير – ماري كيتاني

### فبراير
- 17 فبراير – يونس جيبكورير عداءة مسافات طويلة كينية.

### مايو
- 25 مايو – إزكيل كيمبوي منافِس أوليمبي كيني.

### سبتمبر
- 19 سبتمبر – سكيبتا

### أكتوبر
- 15 أكتوبر – سيف سعيد شاهين منافِس أوليمبي قطري.

### نوفمبر
- 15 نوفمبر – ويسلي كورير عداء مراثوني كيني.

## وفيات

### نوفمبر
- 24 نوفمبر – باراك أوباما الأب (مواليد 1936) عالم اقتصاد كيني.